# Karl Düh
Karl Düh (* 4. November 1902 in Windischdorf (Rábatótfalu), Österreich-Ungarn; † 4. November 1975 in Deutsch Minihof, Gemeinde Mogersdorf) war ein österreichischer Politiker (SPÖ) und Baupolier. Düh war verheiratet und von 1949 bis 1960 Abgeordneter zum Burgenländischen Landtag.
Düh wurde als Sohn des Landarbeiters Franz Düh aus Windischdorf geboren. Er besuchte die Volksschule in Mogersdorf und war danach als Schuhmacher, Bauarbeiter sowie Saisonarbeiter in der Landwirtschaft beschäftigt. Zwischen 1939 und 1945 war er in den Steyrer-Werken in Graz tätig. Er übersiedelte nach dem Krieg wieder in das Burgenland und wurde Vertrauensobmann der Gewerkschaft in Jennersdorf. Später stieg er zum Betriebsrat auf, wobei er als Baupolier arbeitete. 1963 ging Düh in Pension.
Düh trat 1920 der Sozialdemokratischen Partei bei und war zwischen 1946 und 1963 Sekretär der SPÖ-Bezirksorganisation Jennersdorf. Er vertrat die SPÖ zwischen dem 4. November 1949 und dem 5. Mai 1960 im Burgenländischen Landtag.